# Szentimrefalva
Szentimrefalva (1908-ig Sárosd) község Veszprém vármegyében, a Sümegi járásban. A település eredetileg Szent István magyar király korától az 1950-es megyerendezésig Zala vármegyéhez tartozott.

## Fekvése
Sümegtől északra, Devecsertől nyugatra, Pápától délnyugatra, Veszprémgalsa délkeleti szomszédjában fekvő település. Főutcája a Csabrendektől Nemeskeresztúrig húzódó 7325-ös út.

## Története
Szentimrefalva Árpád-kori település. Nevét az oklevelek először Villa Sarusd illetve Szentimresárosd néven említették, a Szentimrefalva nevét csak 1908-ba kapta, de Szent Imre tiszteletére emelt templomát már 1322-ben említették.
A 16. században a róla elnevezett Sárosdi család és a nagybirtokos Csóron családok voltak a földesurai, birtokrészük később az Eszterházyakra szállt. 1542-ben az Oszterhuber család vízimalma a Sárosd-vize nevű patakon állt, 1672-ben már puszta malomként említették.

## Közélete

### Polgármesterei
- 1990–1994: Zalavári Józsefné (független)[3]
- 1994–1998: Zalavári Józsefné (független)[4]
- 1998–2002: Zalavári Józsefné (független)[5]
- 2003–2006: Csonka Sándor (független)[6]
- 2006–2010: Csonka Sándor (független)[7]
- 2010–2014: Csonka Sándor (független)[8]
- 2014–2019: Zalavölgyi László (független)[9]
- 2019–2024: Zalavölgyi László (független)[10]
- 2024– : Zalavölgyi László (független)[1]

A településen a 2002. október 20-án megtartott önkormányzati választás keretében nem lehetett polgármester-választást tartani, jelölt hiányában. Az emiatt szükségessé vált időközi polgármester-választást 2003. május 11-én tartották meg, négy jelölt részvételével.

## Nevezetességei
- Római katolikus templomának félköríves szentélye, diadalíve és a szentélynél szélesebb hajója középkori eredetű. A középkori eredetet támasztja alá az is, hogy Szent Imre tiszteletére szentelték, valamint, hogy a mai faluképnek megfelelő út éles kanyarral kénytelen megkerülni a templom szentélyét.
- 1788-ban épült temploma az egykori fatemplom helyére épült, ma már műemlék, melyet az 1788. évi vizitáció szerint a falu népe építtetett, illetve fejezett be 1758 körül.

## Népesség
A település népességének változása:
| Lakosok száma | 202  | 193  | 195  | 160  | 166  | 160  | 166  |
|               | 2013 | 2014 | 2015 | 2021 | 2022 | 2023 | 2024 |

A 2011-es népszámlálás során a lakosok 85,1%-a magyarnak, 1,5% németnek, 0,5% cigánynak mondta magát (14,4% nem nyilatkozott; a kettős identitások miatt a végösszeg nagyobb lehet 100%-nál). A vallási megoszlás a következő volt: római katolikus 77,6%, református 2%, felekezeten kívüli 5% (15,4% nem nyilatkozott).
2022-ben a lakosság 88,6%-a vallotta magát magyarnak, 3,6% cigánynak, 0,6% németnek, 0,6% szlováknak, 0,6% egyéb, nem hazai nemzetiségűnek (11,4% nem nyilatkozott; a kettős identitások miatt a végösszeg nagyobb lehet 100%-nál). Vallásuk szerint 66,3% volt római katolikus, 1,2% református, 0,6% egyéb keresztény, 0,6% egyéb katolikus, 4,8% felekezeten kívüli (26,5% nem válaszolt).